# Адстрат
Адстрат е езикът на дадено население, разглеждано с оглед на влиянието, което е изпитал или оказал върху език на съседен народ. За разлика от субстрата и суперстрата, тези два езика могат да съществуват успоредно, без единят да доминира над другия.